# 外科医エリーゼ
『外科医エリーゼ』（げかいエリーゼ、朝: 외과의사 엘리제、英: Doctor Elise: The Royal Lady with the Lamp）は、yuinによる韓国のウェブ小説。2015年12月30日から2016年4月27日までカカオページにて連載された。また、miniによるウェブトゥーンが2017年9月18日から2021年2月16日までカカオページにて連載され、日本でもデジタル版が2018年7月25日からピッコマにて連載され、紙版が2019年8月からKADOKAWAより発売されている。

## あらすじ
地球とは異なる世界に存在するブリチア帝国クロレンス侯爵家の長女エリーゼ・ド・クロレンスは、その恵まれた出自とわがままな性格によって皇后まで上り詰めたものの悪行に明け暮れた結果、皇帝にして夫でもあるリンデン・ド・ロマノフによって火あぶりの刑に処され、命を落とす。
2度目の人生では、前世の記憶を持ったまま地球の現代の日本にて高本葵として生まれる。前世の過ちを悔い、清算するために人を救う医師として生きたものの、ドイツへ向かう際の航空事故に巻き込まれ、またも命を落としてしまう。
しかし、3度目の人生は1度目の人生と同じく15歳のエリーゼとして生まれる。二度と過ちは繰り返さないことや、再び医者として生きることを誓い、1度目の人生で処刑されるまでの記憶と、2度目の人生で培った医者としての知識と技術を頼りに、自分とその周囲の者たちの死の運命を回避するべく動き始めたエリーゼは、悲劇の始まりである皇太子リンデンとの婚約の解消を皇帝ミンチェストに直訴するが、その条件として「成人するまでの半年以内に、皇后になるよりも医者としてより価値のある仕事ができると証明せよ」と賭けを持ちかけられる。エリーゼはそれを了承し、亡き母が遺したテレサ病院にて医師見習いとして働き始める。

## 登場人物
声の項はテレビアニメ版の声優。

### 主人公
エリーゼ・ド・クロレンス / 高本 葵
声 - 石川由依
本作の主人公。クロレンス侯爵家の長女。愛称は「リゼ」。物語開始時15歳。誕生日は冬の季節。好きなものは苺ケーキ、マンゴープリン、バナナタルト、マカロン、薔薇、酒。前世では見栄えの良いドレスや宝石などの贅沢品も好んでいた。嫌いなものは牛乳。料理は得意な方で、茶道の腕前は一級品と評される。編み物は不得意。欠点は悪筆かつ書き間違いもあり、近しい人物でなければ難解な場合があることと、身体が弱いために風邪を引きやすく、よく高熱で寝込んでしまうこと。
1度目の人生は、人形の様な見た目とは裏腹に性格が最悪で、些細なことで怒り、周囲への八つ当たりは日常茶飯事だったため、部下からは恐怖の対象とされていた。わがままにより皇太子リンデンと婚約し、結婚して9年間（皇太子妃として3年、皇后として6年）夫の気を引こうと努力をしたが報われることがなかったために、次第に心が歪んでしまった。その結果、悪行に明け暮れ国を乱して多くの人命が失われるという取り返しのつかない大罪を犯し、クロレンス家門は滅門。エリーゼ自身も夫に火あぶりの刑に処されて、25歳でその生涯を終えることになった。
2度目の人生は、2xxx年の日本で高本葵として生まれ変わり、前世の過ちを清算するために人の命を救う外科医となる。貧しい孤児として育ちながらも最年少で東京医大教授となった努力の天才で、“マスター外科医”、“グレート外科医”、“希代の天才”、“バケモノ”などあだ名が数多く存在する。親しい同期からは仕事中毒を疑われる程の仕事人間だったが、30歳の時に手術のためドイツへ向かっていた最中航空事故に遭遇。同乗していた重症者の治療に当たるが、自分も腹部に致命傷を負っており途中で力尽きて死亡。気が付いた時には15歳のエリーゼに戻っていた。
3度目の人生では、エリーゼの身体で再び医者として生きることを決意。1度目の人生で落命した大勢の死の運命を回避するために、“前世で処刑されるまでのエリーゼの記憶”と“高本葵の医療技術と知識”を活用して行動し始める。高本葵として生きた前世では親がいなかったため、そのありがたみを思い知ったことで父にお茶を淹れるなどの親孝行を始め、継母に対する態度も改めた。また、それまでに自らが行ってきた八つ当たりやいじめの被害者である屋敷の使用人たちと恋敵であるユリエンに謝罪をして、徐々に周囲から信頼されるようになっていく。
リンデン・ド・ロマノフ
声 - 阿座上洋平
ロマノフ皇室第二皇子で皇太子。二つ名は『空帝』。エリーゼの婚約者。皇室の一員として個人的な感情を捨てて国に尽くす堅物で、幼い頃から様々な分野で血の滲む様な努力を重ねてきた。常に冷静かつ慎重、合理的で綺麗好き。口数が少なく不愛想なために冷たい印象を持たれるが、実際には情に厚く心優しい性格。戦場で様々な医療措置の経験があり、自称「そこらへんの医者よりも使える」とのこと。欠点は料理が下手な上に味音痴なことで、振る舞う相手がリンデンの顔色を窺って「不味い」と言えないために、本人はそのことに気付いていない。
戦時中は総司令官として軍を統率し、大局的な戦術能力に長ける。2年前のアンジェリー戦争では英雄と評される程の戦果を挙げた。個人としても武芸に優れる他、ロマノフ皇家に受け継がれる超常能力を駆使して非常に高い戦闘力を発揮する。ただし、超常能力は多用し過ぎると生命に関わる程の負担を身体に強いる危険が伴う。
15年前の悲劇で母と姉を亡くして以来、その原因を作った者たちへの断罪による復讐を生きる目的としている。異母弟のミハイルとは皇位を争う政敵ではあるものの兄弟仲は悪くなく、彼と争うことは避けたいと考えている。
前世のエリーゼとは皇帝である父の命令で結婚したものの愛はなく、夫を振り向かせようと努力するエリーゼに対し冷たい態度を取り続け、子を成すこともしなかった。かといって他の女性に興味を示すこともしておらず、彼の気を引こうと悪行を重ねて国を乱したエリーゼを火あぶりの刑に処した。
エリーゼの3度目の人生において、ロンという偽名と変装を用いての密行（お忍びで首都の見回り）中に通り魔の襲撃を受け、従者のランドルが負傷したことで最寄りのテレサ病院へ搬送。そこで医師見習いとして働くエリーゼと遭遇。ランドルの手術に補助が必要となったため立候補し、エリーゼの医術を間近で目撃することとなった。そして、自らの亜急性甲状腺炎の治療を経て、徐々にエリーゼに惹かれていく。しかし自分に振り向くことは無いと考えており、あくまでもロンとして会いに行っている。
ロン
声 - 日野聡
リンデンが超常能力とアーティファクトの力を併用して変装した仮の姿。密行する際に使用される能力で、声、髪型、髪色、瞳の色が変化する。変装に必要なアーティファクトは使用時間に比例して力を消費し、未使用時にその力を自然回復していく。一時期にはエリーゼに夢中になり過ぎて使用しすぎてしまい、力を使い切ってしまったこともある。

### ロマノフ皇室
ミンチェスター・ド・ロマノフ
声 - 井上和彦
ブリチア帝国皇帝。二つ名は『雷帝』。優しく温厚な人柄ではあるが、大国の君主として老獪な一面も併せ持つ。エリーゼのことを気に入っており、家族に迎え入れたいと願っている。15年前の悲劇で皇后と第一皇女を、2年前の戦争で第一皇子を亡くし、皇家の血筋が絶えていくことに心を痛めながらも、自身亡き後に起こりうる第二皇子リンデンと第三皇子ミハイルの皇位継承争いを止められずにいる。その状況を作り出した一因に自分の力不足があったことを痛感しており、自らを“罪人”と呼ぶ。原因不明の持病により衰弱しつつあったが、エリーゼの問診によって糖尿病と診断され、病の正体のヒントが皇宮侍医のベン子爵に伝えられたことで治療の足掛かりを得た。
その後、宴会の最中に突然吐血し、意識不明の重体となる。原因が全く分からずエリーゼを焦らせていたが、最終的にエコノミークラス症候群からなる肺塞栓（吐血直前まで4時間もの間椅子に座り続けており、この間に血栓が出来たと思われる）、かつ大元の原因は悪性リンパ腫と判明、手術によりこれらは全て切除され、一命を取り留めた。
ミハイル・ド・ロマノフ
声 - 斉藤壮馬
ロマノフ皇室第三皇子。二つ名は『剣帝』。愛称は「ミル」。ロマノフ皇家に受け継がれる超常能力と、生命エネルギー“オーラ”を自在に操る帝国最強のオーラナイトで、剣騎士団の団長を務める。階級は中将。好きなものは旅行、剣術、酒。嫌いなものは虫、カビ、注射、針。
常に自由で明るく、礼式用のワインを勝手に持ち出して一般市民と酌み交わすなど、誰に対しても平等に接する気さくな人柄から、帝国市民に愛されている。一方で自他ともに認める浮気者で、女泣かせな一面もある。前世のエリーゼにとっては唯一の友人だった。
3年毎に武者修行と言う名の家出を繰り返しては皇宮を驚かせてきた。東方の清国へと旅した際、清の人々から『剣帝』と呼ばれるようになり、清の皇室からブリチア皇室に感謝状が贈られ、両国の友好の架け橋となった。ミハイルが清で行った冒険は多くの劇作家によって舞台化され人気を博している。
戦時中は剣騎士団を率いて多大な戦果を挙げる帝国最強戦力となる。その一方で問題行動も多く、その度に営倉へと入れられる不良軍人でもある。武勲を挙げること、皇位を狙うこと、これらは全て母のためであり、同じく皇位を狙っている異母兄のリンデンとは対立している。しかし、個人的には兄を嫌ってはおらず、むしろ好意的に見ているため、兄がやろうとしていることを諦めてほしいと願っている。
マリエン・ド・ロマノフ
第一皇妃。アムセル・ド・チャイルド侯爵の妹で、ミハイルの母。政略結婚により皇室に嫁いできた。
レベッカ・ド・ロマノフ
平民出身の皇后。皇帝の寵愛を受け二男一女を儲けたが、15年前に娘イブリンと共に亡くなっている。
イブリン・ド・ロマノフ
第一皇女でリンデンの姉。15年前に母レベッカと共に亡くなっている。

### クロレンス侯爵家
エル・ド・クロレンス
声 - 上田燿司
クロレンス侯爵家の当主。二男一女の父で、長男レン、次男クリス、長女エリーゼがいる。ブリチア帝国宰相を務め、皇帝ミンチェストとは親友と言える間柄。財閥家のトップで、テレサ病院理事長でもある。「家門の富はこれまで300年間、帝国の臣下として受けた富だから、臣民たちに返していくのが正しい」という考えを、常日頃から家族に伝えている。娘のエリーゼには甘く、わがままを許してしまいがちだが、行き過ぎた行為には罰を与えることもある。
レン・ド・クロレンス
声 - 小野大輔
クロレンス侯爵家の長男。爵位は男爵。銃騎士団の副団長を務める忠義に厚い軍人で、皇室の行事の際には皇太子の側に控えている。二次クリミア遠征時には団長へと昇格。普段は騎士団の宿舎で寝泊まりするため、ほとんど実家に帰ってこない。父、弟とは違ってエリーゼに対し厳しい態度を取るが、それは妹を大切に想うが故のことである。転生前のエリーゼはそんな長兄の毒舌を嫌っていたが、その言葉が正しいと理解している今生のエリーゼにとっては頼れる存在となった。アルコールは苦手なようで、ビール数杯で酔いつぶれる程に弱い。
クリス・ド・クロレンス
声 - 下野紘
クロレンス侯爵家の次男。行政部の書記官を務める官僚で、次期副部長に内定している。クリスの政策によって損害を被った貴族派からは、その無鉄砲さから『リボルバー』とあだ名を付けられ、恐れられている。後に皇太子の秘書官へ栄転。父以上にエリーゼに甘く、そんな次兄をエリーゼも慕っている。
エミリー・ド・クロレンス（テレビアニメ版）
声 - 須川晶紀
後妻として侯爵家に入った女性で、子どもたちにとっては継母にあたる。家族の機微を敏感に察して気持ちに寄り添う良妻賢母。転生前のエリーゼからは母と認めてもらえなかったが、今生のエリーゼから「お母様」と呼ばれるようになり喜んでいる。
テレサ・ド・クロレンス
故人。前侯爵夫人でレン、クリス、エリーゼの実母。容姿はエリーゼと瓜二つで、過去に「一族を抜けて看護師になる」と大騒ぎしたことがあったらしく、エリーゼはその血を色濃く継いでいる模様である。彼女の遺言で貧民救済のためのテレサ病院が建てられることになった。

### チャイルド侯爵家
アムセル・ド・チャイルド
声 - 最上嗣生
チャイルド侯爵家の当主。『毒蛇』の異名を持つ国際金融財閥の首長を務める大貴族で、莫大な財力を持っているために皇帝ミンチェストでさえもむやみに手を出せない大物。妹マリエンがロマノフ皇室に嫁いだミハイルの母であるため、ミハイルの伯父にあたる。
アルバート・ド・チャイルド
声 - 木島隆一
チャイルド侯爵家の長男で、ユリエンの兄。情報部の参謀で階級は中佐。クロレンス侯爵家を敵視しているが、その確執を超えて公正な判断を下せる冷静さを持っている。従兄弟のミハイル曰く「憎たらしい奴だが、悪い奴ではない」。
ユリエン・ド・チャイルド
声 - 潘めぐみ
チャイルド侯爵家の長女。褐色の肌に淡いエメラルドの髪が映える美女。リンデンに想いを寄せているが、政治的な立場のせいで結ばれることはないと半ば諦めている。転生前のエリーゼからは恋敵ということもあっていじめを受けていたが、謝罪を受け入れた後で良き友人となった。理知的で面倒見が良く、エリーゼはユリエンこそが皇后に相応しいと考えている。

### 医療従事者
グレアム・ド・ファロン
声 - 細谷佳正、石上静香（子供）
ファロン男爵家の当主で、テレサ病院の最年少教授。年齢は20代後半。没落貴族の長男として生まれ、20年前の10歳に満たない頃に第一次ロンド疫病事件で自分と乳母を除く家族全てを失うという不幸に見舞われる。それ以来、病気に打ち勝つ最高の医学者となって、家門を輝かせたいという一心で血の滲むような努力をしてきた。その甲斐あって“若き天才医師”と呼ばれるまでになった努力の天才。それ故にプライドが高く、滅多に他人を褒めることはしない。
医師見習いとして病院へやってきたローゼ（エリーゼ）の教育係を任され、最初は厳しい態度を取っていたが、徐々にその能力を認めるようになる。そして、ローゼの医術が自分のそれを超えていることを素直に認めて師弟関係を解消した。
誕生祭の最中、エリーゼが窒息死の危機に瀕したハーバー公爵夫人に施した気道切開術の問題点を調査するために召集され、処置が正しかったことを皇帝の前で証言。彼女との面会でローゼの正体を知ることになった。
ゴート
声 - 山本満太
テレサ病院の院長で、爵位は子爵。病院経営はクロレンス侯爵家の援助で成り立っているため、侯爵家に対する敬意を忘れることなく職務を全うしている。
ハンス
声 - 保住有哉
テレサ病院の医師でグレアムの部下。救護所に務める程の能力はあるが、グレアムやエリーゼには遠く及ばない。エリーゼに対し叶わぬ恋心を抱いてしまう。
ベン
声 - 土田大
皇室十字病院の教授で、爵位は子爵。皇宮の侍医も務める帝国一の医師で、エリーゼも幼い頃に世話になったことがある。脾臓摘出術を行ったローゼ（エリーゼ）の医術を気に入って皇室十字病院へスカウトするが、彼女がまだ見習いであることを知り、医師資格試験に必要な教授3人の推薦を、自分、ゴート院長、グレアムで出すことを提案。ローゼの医師資格取得を促した。
誕生祭の最中、エリーゼが窒息死の危機に瀕したハーバー公爵夫人に施した気道切開術の問題点を調査するために召集された。調査の結果、完璧な処置だったことを皇帝に報告し、彼女との面会を皇帝に申し出る。そこでエリーゼとローゼが同一人物であることを知ることになった。
カイル
声 - 青山穣
ローズデール病院の教授で、病院では一番腕が良いと言われる優秀な医師。
ジェイ
未成年の少女ながら、エリーゼの要請に応えて戦地へとやってきた医療陣の一人。ミハイルのファン。

### ブリチア帝国軍
マッカイル元帥
老齢の副総司令官。若い頃は自他共に認めるプレイボーイだったという。リンデンに女性への接し方のアドバイスを授けたが、リンデンの固い性格には合わない方法ばかりであまり役に立たなかった。
ガルト准将
ミハイルが軍規違反をする度に営倉へ連行する将校。皇宮の親衛隊出身で、幼い頃の皇子たちを知る人物。個人的にエリーゼを尊敬している。
ヘインツ大尉
野戦病院の責任者。職務中に酒気を帯びる等、露骨な職務怠慢をしていた。予算を横領していたことが判明し、解任された上で厳罰に処された。
ジョン少尉
帝国軍司令部補給所を担当する将校。兵站を支える物資と兵士の情報を管理している。
ロドン
補給所の一員。
マック、ジャック
剣騎士団所属のオーラナイトたち。共和国軍に捕らわれていたが、捕虜交換により自軍へ戻った。
カルマン、ラオス
貴族派の子息たち。アルバートを慕っている。

### フランソエン共和国軍
ルイ・ニコラス元帥
共和国軍総司令官。共和国総統シモン・ニコラスの一人息子。『砂漠のサソリ』の異名を持つ名将で、勝利のためには手段を選ばない冷酷な男。2年前の戦争からリンデンとは因縁の相手となっており、局地的な戦術能力ではリンデンの上を行く。
ユーゴー中将
最精鋭の胸甲騎兵隊司令官で、オーラナイトの老将。額に大きな傷痕があり隻眼となっている。
ファビアン中佐
ルイ・ニコラスの側近。左目に泣きボクロがある若い将校。ニコラスの抑え役として気苦労が絶えない人物。
ピエール中尉
ニコラスの策略の囮役として捨て駒にされた若者。

### 仕える人々
ベント
声 - 斎賀みつき
皇帝ミンチェストの側近。アニメ版ではエリーゼを皇后にするため、医師試験の難易度の操作、謹慎の期間を延ばして医師試験を受けられないようにする、などの妨害を行う。
ランドル
声 - 竹内良太
リンデンに仕える側近。往年ロイヤルナイツに属していた騎士で、変装したリンデンの密行に護衛として同行する。その途中通り魔の襲撃を受け、銃撃が脾臓に命中し重傷を負う。生存は絶望的だったが、搬送先のテレサ病院でエリーゼの脾臓摘出術を受け一命を取り留め、無事職務に復帰した。
マリ
声 - 岡咲美保
クロレンス侯爵家に仕えるメイドで、エリーゼの侍女。転生前のエリーゼからは八つ当たりを受けていたせいで最初は恐れていたが、次第に友人に近い関係になっていく。
なお、yuin原作作品において『メイドのマリ（マリー）』は様々な作品で登場しており、本作のマリもその一人である。
ベントル
声 - 中務貴幸
クロレンス侯爵家に仕える騎士で、エリーゼの外出時には護衛として同行する。軽率なところがあり、宴の席でエリーゼに酒を勧めてエル侯爵とクリスに怒られた。
ヨーデル
声 - 井上喜久子
20年前のロンド疫病事件で、グレアムと共に生き残った老メイド。当主が感染して死亡したため、給金を貰えないと危惧した他のメイドたちは全員屋敷を離れてしまう中、一人だけ今もなおグレアムの専属メイドとして屋敷に仕えている。グレアムがテレサ病院で働いているときのことは本人が話そうとしないため全く知らず、ある事情で屋敷を訪れたエリーゼに病院での評判を聞いた。
その直後、腸管ヘルニア嵌頓を発症して命の危機に瀕する。グレアムは自室に籠っていて気付かなかったが、すぐ近くで倒れたところを目撃したエリーゼが騒いだためグレアムも早期に気づいてテレサ病院に搬送され、グレアムの手術により一命を取り留める。

### その他の人物
ハーバー公爵、公爵夫人
声 - さとうあい（公爵夫人）
ロマノフ皇室の血筋を継いでいる西国ウェールの大貴族。
エリーゼの一度目の人生では誕生祭の最中、夫人はパーキンソン病に伴う嚥下障害により食べ物を喉に詰まらせ、窒息死した。
三度目の人生ではその現場にエリーゼが居合わせ、窒息死寸前のところをエリーゼの気管切開術によって事なきを得た。この出来事は緊急の応急処置とはいえ皇族の身体に傷を負わせたことを問題視され、エリーゼが一時的に謹慎をうけることになったが、医師団によって完璧な処置だったことが証明されてエリーゼの無罪が確定した。
メルキト伯爵
貴族派の上院議員。派閥の中ではチャイルド侯爵に次ぐ実力者。
ガーリック
公衆保健部部長。第二次ロンド疫病事件に際して、前回の疫病事件の後に医学会で出された結論を元に的外れな対策を取ってしまい、疫病の感染拡大を食い止める事が出来なかった。
ウォーリアム
東方の国ヒンディーに長期間住んでいた人物。その見聞録と、東方を訪れた商人の記録に記されていた疫病がコレラで、第二次ロンド疫病事件の解決に大きく役立った。
大錬金術師フレミング
歴史上の人物。薬品研究に革命を起こし、帝国が高い医学水準を持つことに大きく貢献した。エリーゼ曰く「地球ならノーベル医学賞を20回貰えてる。私と同じように、地球から来たのでは？」とのこと。
グラハム伯爵
歴史上の人物。80年前に医学の基礎を構築し、医学界の先駆者と言われる偉人。執筆された医学書は医師を志す者たちのバイブルとなっている。
通り魔
声 - 中務貴幸
視察の名目で、テレサ病院に向かっていたリンデンとランドルに襲い掛かったアヘン中毒者。最初は金銭目的で短剣を持ち向かってきたが、ランドルによってあっさり打ち払われた。しかしパニックでさらなる凶行に走り、懐に忍ばせていた拳銃でランドルを撃つ。最後は重傷を負いながらも反撃に転じたランドルの斬撃を首に受けて死亡した。

### 現代世界の人物
柳田
声 - 速水奨
高本葵が搭乗したドイツ便の機長。「機体が損傷し、飛行継続が困難となったので緊急着陸のため降下を開始する」とアナウンスした。空港外に不時着し、機体は大きく破損する。その後、どうなったかが語られていないため生死は不明。
祥子
声 - 本多真梨子
高本葵の同僚外科医。葵を「外科医王」や「モンドク（モンスタードクターの略）」などと名付けるほど、葵とは冗談を言い合う仲。字が汚い葵の文字を判読できる数少ない一人で、報告書も読めるようにして葵の代わりに出している。
ここな
声 - 諸星すみれ
祥子の後輩外科医。祥子の計らいで、外科医としての憧れである高本葵と顔を合わせた時は興奮で終始落ち着きがなかった。
田中
声 - 駒田航
高本葵の同僚外科医。脾臓を損傷した患者の手術を執刀していたが、悪化し続ける患者の容体に冷静さを失いかけていた。そこへ現れた葵の言葉で冷静さを取り戻し、助力を得て手術を続行した。

## 書誌情報
- yuin（原作）・mini（漫画）『外科医エリーゼ』 KADOKAWA〈FLOScomic〉、既刊16巻（2025年3月5日現在）
  1. 2019年8月5日発売[2][5]、ISBN 978-4-04-065813-1
  2. 2019年10月4日発売[6]、ISBN 978-4-04-064152-2
  3. 2019年12月5日発売[7]、ISBN 978-4-04-064226-0
  4. 2020年6月5日発売[8]、ISBN 978-4-04-064688-6
  5. 2020年10月5日発売[9]、ISBN 978-4-04-064986-3
  6. 2021年7月5日発売[10]、ISBN 978-4-04-680575-1
  7. 2022年2月4日発売[11]、ISBN 978-4-04-681156-1
  8. 2023年3月3日発売[12]、ISBN 978-4-04-681460-9
  9. 2023年6月5日発売[13]、ISBN 978-4-04-682510-0
  10. 2023年10月4日発売[14]、ISBN 978-4-04-682944-3
  11. 2024年2月5日発売[15]、ISBN 978-4-04-683268-9
  12. 2024年5月2日発売[16]、ISBN 978-4-04-683629-8
  13. 2024年9月5日発売[17]、ISBN 978-4-04-683940-4
  14. 2025年2月5日発売[18]、ISBN 978-4-04-684403-3
  15. 2025年3月5日発売[19]、（外伝）上 ISBN 978-4-04-684588-7
  16. 2025年3月5日発売[20]、（外伝）下 ISBN 978-4-04-684589-4

## テレビアニメ
2024年1月から3月までAT-Xほかにて放送された。
内容は原作に準拠しているものの、原作で初期から登場しているにもかかわらず名前が判明するまでに時間を要した人物については、セリフの一部に変更が加えられて視聴者に分かりやすくされている。また、一部の登場人物名・国名・地名も下記の通りに変更されている。
原作 / テレビアニメ版の順に表記。
- ミンチェスト・ド・ロマノフ / ミンチェスター・ド・ロマノフ
- テレサ・ド・クロレンス（継母） / エミリー・ド・クロレンス
- フランソエン共和国 / フレスガード共和国
- クリミア半島 / クセフ半島
- ウクラ山脈 / ウバキ山脈

### スタッフ
- 原作 - yuin、mini[3]
- 監督 - 羽原久美子[3]
- シリーズ構成 - 赤尾でこ[3]
- キャラクターデザイン - 渡部裕子[3]
- サブキャラクターデザイン - 出口花穂、大場優子、猪瀬愛美、兒玉ひかる
- プロップデザイン - 廣瀬笑実
- 美術監督 - 柴田聡[3]
- 色彩設計 - 渡辺亜紀[3]
- 撮影監督 - 野村雪菜[3]
- 3DCGディレクター - ディック小鹿原
- 編集 - ジェイ・フィルム、小守真由美
- 音響監督 - 小沼則義[3]
- 音響効果 - 安藤由衣
- 音楽 - 伊藤賢[3]
- 音楽制作 - ランティス[3]
- 音楽プロデューサー - 臼倉竜太郎
- プロデューサー - 新井孝介、佐藤晴美、西前朱加、松村尚、柴山智歩、臼倉竜太郎
- アソシエイトプロデューサー - Kakao Entertainment Corp.[3]
- アニメーションプロデューサー - 川角真優香
- アニメーション制作 - MAHO FILM[3]
- 製作 - Surgeon Elise Project

### 主題歌
「believer」
エリーゼ（石川由依）によるオープニングテーマ。作詞はGiz’Mo (from Jam9)、作曲はArmySlickとGiz’Mo (from Jam9)、編曲はArmySlick。
「Listen」
荒井麻珠によるエンディングテーマ。作詞・作曲はJunxix.、編曲は村山☆潤、コーラスアレンジはMaju Arai.

### 各話リスト
| 話数   | サブタイトル | 脚本       | 絵コンテ              | 演出             | 作画監督                                                         | 総作画監督                            | 初放送日       |
| ------ | ------------ | ---------- | --------------------- | ---------------- | ---------------------------------------------------------------- | ------------------------------------- | -------------- |
| 第1話  | 償い         | 赤尾でこ   | 羽原久美子            | 羽原久美子       | 柳瀬雄之 出口花穂 大場優子 猪瀬愛美 桜井木ノ実 関口雅浩 南伸一郎 | 出口花穂 大場優子 舛舘俊秀            | 2024年 1月10日 |
| 第2話  | 賭け         | 赤尾でこ   | 羽原久美子            | 大薮恭平         | 柳瀬雄之 出口花穂 西田美弥子                                     | 出口花穂                              | 1月17日        |
| 第3話  | 聖女         | 静原舞香   | まつもとよしひさ      | まつもとよしひさ | 出口花穂 大場優子 猪瀬愛美 西田美弥子 南伸一郎                   | 出口花穂 大場優子 西田美弥子 舛舘俊秀 | 1月24日        |
| 第4話  | 颯然         | 平林佐和子 | 杉島邦久              | 箕ノ口克己       | 粟井重紀 田之上慎 呉桐 studio Cj 朴乾河                          | 出口花穂                              | 1月31日        |
| 第5話  | 試練         | 羽良俊馬   | どじゃがげん          | 日下直義         | 大場優子 猪瀬愛美 青木真理子 桜井木ノ実 関口雅浩 南伸一郎        | 出口花穂 大場優子 舛舘俊秀            | 2月7日         |
| 第6話  | 昼想夜夢     | 平林佐和子 | もりたけし            | 渡辺英俊         | 河村明夫 青野厚司 らるる 王敏 劉冬冬 李偉峰 周晓华               | 出口花穂                              | 2月14日        |
| 第7話  | 追憶         | 羽良俊馬   | もりたけし            | 大久保富彦       | 大久保富彦 大場優子 猪瀬愛美 関口雅浩 西田美弥子                 | 出口花穂 大場優子 猪瀬愛美 舛舘俊秀   | 2月21日        |
| 第8話  | 昔日         | 静原舞香   | まつもとよしひさ      | まつもとよしひさ | 出口花穂 大場優子 猪瀬愛美 関口雅浩 南伸一郎                     | 出口花穂 大場優子 舛舘俊秀            | 2月28日        |
| 第9話  | 嵐の後       | 赤尾でこ   | どじゃがげん          | 日下直義         | 青木真理子 飯飼一幸 桜井木ノ実                                   | 出口花穂                              | 3月6日         |
| 第10話 | 玉響         | 平林佐和子 | もりたけし            | 大薮恭平         | 出口花穂 大場優子 青木真理子 市ノ川聡 桜井木ノ実 南伸一郎        | 出口花穂 大場優子 猪瀬愛美 舛舘俊秀   | 3月13日        |
| 第11話 | 願い         | 赤尾でこ   | 羽原久美子 もりたけし | 箕ノ口克己       | 粟井重紀 田之上慎 呉桐 リバイバル studio Cj 朴乾河               | 出口花穂                              | 3月20日        |
| 第12話 | 道           | 赤尾でこ   | 羽原久美子            | 日下直義         | 大久保富彦 飯飼一幸 桜井木ノ実 関口雅浩 南伸一郎                 | 出口花穂 大場優子 猪瀬愛美 舛舘俊秀   | 3月27日        |

### 放送局
| 放送期間                | 放送時間                     | 放送局     | 対象地域   | 備考                                            |
| ----------------------- | ---------------------------- | ---------- | ---------- | ----------------------------------------------- |
| 2024年1月10日 - 3月27日 | 水曜 21:30 - 22:00           | AT-X       | 日本全域   | 製作参加 / CS放送 / 字幕放送 / リピート放送あり |
| 2024年1月11日 - 3月28日 | 木曜 1:00 - 1:30（水曜深夜） | TOKYO MX   | 東京都     |                                                 |
|                         |                              | BS日テレ   | 日本全域   | 製作参加 / BS/BS4K放送 / 『アニメにむちゅ〜』枠 |
| 2024年1月12日 - 3月29日 | 金曜 2:55 - 3:25（木曜深夜） | 関西テレビ | 近畿広域圏 | 製作参加                                        |

インターネットでは2024年1月10日より毎週水曜22時にdアニメストアにて先行配信されるほか、2024年1月15日より毎週月曜22時以降にABEMA、Lemino、niconico、バンダイチャンネル、Hulu、TELASA、J:COM STREAM、milplus、U-NEXT、アニメ放題、Amazon、FOD、Tver、カンテレドーガ、DMM TV、music.jp、ビデオマーケット、HAPPY!動画、クランクイン！ビデオにて配信される。

### BD / DVD
| 巻 | 発売日        | 収録話          | 規格品番  | 規格品番   |
| 巻 | 発売日        | 収録話          | BD        | DVD        |
| -- | ------------- | --------------- | --------- | ---------- |
| 1  | 2024年3月27日 | 第1話 - 第3話   | KAXA-8801 | KABA-11531 |
| 2  | 2024年4月24日 | 第4話 - 第6話   | KAXA-8802 | KABA-11532 |
| 3  | 2024年5月29日 | 第7話 - 第9話   | KAXA-8803 | KABA-11533 |
| 4  | 2024年6月26日 | 第10話 - 第12話 | KAXA-8804 | KABA-11534 |

### 関連作品

#### ミニキャラアニメ
YouTube『KADOKAWAanime』で配信のミニキャラアニメ。
| 話数 | サブタイトル   | 配信日        |
| ---- | -------------- | ------------- |
| #1   | インフルエンザ | 2024年 1月5日 |
| #2   | 冬の脱水症状   | 1月7日        |
| #3   | ケガの応急処置 | 1月21日       |
| #4   | 肩こり改善     | 2月4日        |
| #5   | 冷え性         | 2月18日       |
| #6   | 睡眠の質       | 3月3日        |
| #7   | 頭痛           | 3月17日       |

#### 放送後ミニドラマ
YouTube『KADOKAWAanime』で配信のミニドラマ。
| 話数 | サブタイトル                 | 配信日         |
| ---- | ---------------------------- | -------------- |
| #01  | パラスは読書家               | 2024年 1月11日 |
| #02  | ミッドナイト☆お兄様合唱団    | 1月18日        |
| #03  | そう、我々は学究の徒         | 1月25日        |
| #04  | これはきっと、恋バナ         | 2月1日         |
| #05  | プレゼントは計画的に         | 2月8日         |
| #06  | クリスお兄様のコーディネート | 2月15日        |
| #07  | ミハイルの贈り物             | 2月22日        |
| #08  | ハンスの癖                   | 2月29日        |
| #09  | 花より団子                   | 3月7日         |
| #10  | お茶の時間                   | 3月14日        |
| #11  | パーティー会場にて           | 3月21日        |
| #12  | また、あなたと一緒に         | 3月28日        |

#### スペシャルボイスドラマ
YouTube『KADOKAWAanime』で配信のボイスドラマ。
| サブタイトル           | 配信日          |
| ---------------------- | --------------- |
| ホワイトクリスマス     | 2023年 12月23日 |
| グレアムのバレンタイン | 2024年 2月14日  |
| 二人は春を待ち焦がれる | 3月27日         |

#### アフレコアフタートーク
YouTube『KADOKAWAanime』で配信のアフレコ直後に収録されるアフレコアフタートーク。パーソナリティーは石川由依。
| 話数 | サブタイトル   | ゲスト出演                              | 配信日         |
| ---- | -------------- | --------------------------------------- | -------------- |
| #01  | 第2話振り返り  | 阿座上洋平                              | 2024年 1月22日 |
| #02  | 第3話振り返り  | 細谷佳正                                | 1月29日        |
| #03  | 第4話振り返り  | 日野聡                                  | 2月5日         |
| #04  | 第5話振り返り  | 羽原久美子（監督） 小沼則義（音響監督） | 2月12日        |
| #05  | 第6話振り返り  | 井上和彦 斎賀みつき                     | 2月19日        |
| #06  | 第7話振り返り  | 斉藤壮馬                                | 2月26日        |
| #07  | 第8話振り返り  | 保住有哉                                | 3月4日         |
| #08  | 第9話振り返り  | 潘めぐみ                                | 3月11日        |
| #09  | 第10話振り返り | 日野聡                                  | 3月18日        |
| #10  | 第11話振り返り | 上田燿司                                | 3月25日        |
| #11  | 第12話振り返り | 阿座上洋平                              | 4月1日         |